# فولفاخ
فولفاخ (بالألمانية: Wolfach) هي بلدة ألمانية ومدينة تقع في Ortenaukreis في ألمانيا. يقدر عدد سكانها بـ 5,981 نسمة .

## المدن التوأمة
مدن كروزلينغن (سويسرا)، ريتشفيلد، أوهايو وCavalaire-sur-Mer هي مدن توأمة لفولفاخ.